# Ụ̄
Ụ̄ (minuscule : ụ̄), appelé U macron point souscrit, est une lettre latine utilisée dans l’écriture de l’abua, de l’igede et du nyakyusa, dans la romanisation ISO 9 du cyrillique, la romanisation ALA-LC du cachemiri, et la romanisation ISO 11940 du thaï.
Il s’agit de la lettre U diacritée d’un macron et d’un point souscrit.

## Utilisation
Dans la romanisation ISO 11940 du thaï, le ụ̄ est utilisé pour translittérer le sara euu.

## Usage informatique
Le U macron point souscrit peut être représenté avec les caractères Unicode suivants : 
- précomposé (latin étendu additionnel, diacritiques) :

| formes    | représentations | chaînes de caractères | points de code | descriptions                                                |
| --------- | --------------- | --------------------- | -------------- | ----------------------------------------------------------- |
| capitale  | Ụ̄               | Ụ◌̄                    | U+1EE4 U+0304  | lettre majuscule latine u point souscrit diacritique macron |
| minuscule | ụ̄               | ụ◌̄                    | U+1EE5 U+0304  | lettre minuscule latine u point souscrit diacritique macron |

- décomposé et normalisé NFD (latin de base, diacritiques) :

| formes    | représentations | chaînes de caractères | points de code       | descriptions                                                            |
| --------- | --------------- | --------------------- | -------------------- | ----------------------------------------------------------------------- |
| capitale  | Ụ̄               | U◌̣◌̄                   | U+0055 U+0323 U+0304 | lettre majuscule latine u diacritique point souscrit diacritique macron |
| minuscule | ụ̄               | u◌̣◌̄                   | U+0075 U+0323 U+0304 | lettre minuscule latine u diacritique point souscrit diacritique macron |

## Sources
- (en) Kashmiri Romanization Table, ALA-LC.